# Гвінейниця канаркова
Гвінейниця канаркова (Devioeca papuana) — вид горобцеподібних птахів родини тоутоваєвих (Petroicidae). Ендемік Нової Гвінеї. Єдиний представник монотипового роду Канаркова гвінейниця (Devioeca).

## Опис
Довжина птаха становить в середньому 12 см. Верхня частина тіла і голова оливково-зеленого кольору, груди яскраво-жовті, лапи оранжеві. Молоді птахи зеленуватого забарвлення, з брудно-жовтими грудьми.

## Таксономія
Канаркова гвінейниця довгий час належала до роду Гвінейниця (Microeca). За результатами молекулярно-філогенетичного дослідження 2011 року її було виділено в окремий монотиповий рід Канаркова гвінейниця (Devioeca).

## Поширення й екологія
Річкова гвінейниця є ендеміком гірських тропічних лісів Нової Гвінеї. Живе на висоті від 1750 до 3500 м над рівнем моря.